# Шашиашвили, Теймураз
Теймура́з Шашиашви́ли (груз. თემურ შაშიაშვილი; род. 20 июня 1951 года, Кутаиси, Грузинская ССР) — грузинский государственный и политический деятель, уполномоченный президента Грузии (губернатор) в регионе Имеретия с 1995 по 2003 год, мэр Кутаиси с 1993 по 1995 год.

## Биография
Родился 20 июня 1951 года в Кутаиси.
Окончил среднюю школу № 27 г. Кутаиси, высшее образование получил в Грузинском государственном политехническом институте им. В. И. Ленина. После окончания вуза с 1967 по 1972 год работал в типографии г. Кутаиси, затем находился на комсомольской работе.
С 1989 по 1991 год был председателем исполнительного комитета Кутаисского городского совета.
На прошедших 11 октября 1992 года парламентских выборах был избран депутатом парламента Грузии. С 1993 по 1995 год был первым мэром Кутаиси, на период его нахождения в должности приходятся бои во время гражданской войны неподалёку от Кутаиси и организация обороны города, а также включение находящихся в Кутаиси храма Баграта и Гелатского монастыря в список Всемирного наследия ЮНЕСКО.
С 1995 года занимал должность уполномоченного президента Грузии (губернатора) в крае Имеретия. 20 октября 1998 года во время мятежа Акакия Элиавы был взят мятежниками в заложники. После революции роз ушёл в отставку. Принимал участие в досрочных президентских выборах 2004 года, по результатам которых занял второе место, получив 1,85 % голосов.
В 2009 году основал партию «Тетреби», которая приняла участие в парламентских выборах в 2012 году, но безуспешно.
В 2018 году вновь выдвигался на президентских выборах, по итогам которых получил 0,60 % голосов.
Является автором более 40 научных работ и статей. Женат, имеет троих детей.